# Ces soirées-là
Singles de Yannick
J'aime ta maille
(1998) Fais ce qu'il te plaît
(2000)
Ces soirées-là (ou Ces soirées là) est une chanson enregistrée par le chanteur Yannick. Ce morceau, sorti en mars 2000, est le deuxième single issu de son premier album C'est ça qu'on aime. Il est fondé sur la chanson Cette année-là de Claude François, elle-même adaptée d'après la chanson December, 1963 (Oh, What a Night) du groupe The Four Seasons sortie un an plus tôt. Le titre a connu en France un grand succès.

## Contexte et structure
En 1975, le groupe The Four Seasons enregistre le single à succès December, 1963 (Oh, What a Night). Un an plus tard, en 1976, Claude François adapte la chanson en langue française sous le titre Cette année-là. En 2000, Yannick fait une reprise partielle de la version de Claude François : la mélodie est similaire, mais les couplets sont différents et rappés. La chanson, une « danse et un rap joyeux », est « festive et animée ». Selon une analyse d'un expert des hit-parades français, la chanson se caractérise par « les cuivres soutenant, puis ponctuant le refrain, la mélodie rythmique étant aussi caractéristique […] et la basse jouant dans le passage soliste ».

## Performance dans les classements
En France, la chanson fait ses débuts le 25 mars 2000 à la position no 13 du top 100, puis monte dans le classement et devient no 1 trois semaines plus tard. Elle y reste 15 semaines consécutives, puis chute assez lentement : 24 semaines dans le top dix, 36 semaines dans le top 50 et 37 semaines au hit-parade (top 100). Certifiée disque d'or par le SNEP, elle est à ce jour[Quand ?] la meilleure vente de single-13 de tous les temps avec plus de 1,5 million d'exemplaires vendus.
Ces soirées-là est également été un succès en Belgique (Wallonie). Elle débute no 33 le 6 mai 2000 et devient no 1 trois semaines plus tard. Elle reste 10 semaines au sommet du classement et sort du top 40 après un total de 24 semaines.
En Suisse, la chanson se classe no 4 pour deux semaines en juillet 2000, et reste au hit-parade 30 semaines, dont 14 dans le top dix.

## Reprises
La chanson a figuré à Broadway en première chanson de la comédie musicale Jersey Boys. Elle a été reprise par The Song Family sur l'album de reprises du même nom. Pierre Palmade et Patrick Timsit ont enregistré leur propre version de la chanson sur l'album des Enfoirés 2002 : tous dans le même bateau, sur lequel elle figure en deuxième piste.

## Liste des pistes
- CD single

1. Ces soirées-là (Edit Radio) – 3:21
2. Ces soirées-là (Extended Version) – 4:43
3. Qui ne tente rien n'a rien – 4:45

Ventes en circuit privé
1. Ces soirées-là (Edit Radio) – 3:21
2. Ces soirées-là (House Mix) – 5:08
3. Ces soirées-là (Version instrumentale) – 3:21
4. Ces soirées-là (A cappella) – 3:25

## Classements et certifications
| Classement (2000)     | Meilleure position |
| --------------------- | ------------------ |
| Belgique Wallonie     | 1                  |
| Pays-Bas Mega Top 100 | 60                 |
| France SNEP           | 1                  |
| Suisse                | 4                  |

| Classement (2000) | Position |
| ----------------- | -------- |
| Belgique Wallonie | 1        |
| France            | 1        |
| Suisse            | 14       |

### Certifications et ventes
| Pays   | Certification | Date | Ventes certifiées | Ventes physiques |
| ------ | ------------- | ---- | ----------------- | ---------------- |
| France | Diamant       | 2000 | 750 000           | 1 512 000        |
| Suisse | Or            | 2000 | 25 000            |                  |